# Liste der Asienspielesieger in der Leichtathletik/Medaillengewinner
Die Liste der Asienspielesieger in der Leichtathletik führt sämtliche Medaillengewinner bei Asienspielen seit 1951 auf. Sie ist gegliedert nach Wettbewerben, die aktuell zum Wettkampfprogramm gehören, und nach nicht mehr ausgetragenen Wettbewerben.

## Aktuelle Wettbewerbe

### 100 m
| Asienspiele | Asienspiele | Gold                     | Silber                     | Bronze                |
| ----------- | ----------- | ------------------------ | -------------------------- | --------------------- |
| 1951        | Neu-Delhi   | Lavy Pinto               | Toshihiro Ohashi           | Toshihiro Ohashi      |
| 1954        | Manila      | Abdul Khaliq             | Genaro Cabrera             | Marian Gabriel        |
| 1958        | Tokio       | Abdul Khaliq             | Kyōhei Ushio               | Isaac Gómez           |
| 1962        | Jakarta     | Mohammad Sarengat        | Jegathesan Manikavasagam   | Rogelio Onofre        |
| 1966        | Bangkok     | Jegathesan Manikavasagam | C. Kunalan                 | Hideo Iijima          |
| 1970        | Bangkok     | Masahide Jinno           | Anat Ratanapol             | C. Kunalan            |
| 1974        | Teheran     | Anat Ratanapol           | Masahide Jinno             | Suchart Jaesuraparp   |
| 1978        | Bangkok     | Suchart Jaesuraparp      | Ramaswamy Gnanasekaran     | Suh Mal-gu            |
| 1982        | Neu-Delhi   | Rabuan Pit               | Jang Jae-keun              | Suchart Jaesuraparp   |
| 1986        | Seoul       | Talal Mansour            | Hiroki Fuwa                | Zheng Chen            |
| 1990        | Peking      | Talal Mansour            | Zheng Chen                 | Sriyantha Dissanayake |
| 1994        | Hiroshima   | Talal Mansour            | Witali Sawin               | Chen Wenzhong         |
| 1998        | Bangkok     | Kōji Itō                 | Reanchai Seeharwong        | Yasukatsu Otsuki      |
| 2002        | Busan       | Jamal al-Saffar          | Nobuharu Asahara           | Chen Haijian          |
| 2006        | Doha        | Yahya Habeeb             | Naoki Tsukahara            | Wachara Sondee        |
| 2010        | Guangzhou   | Lao Yi                   | Yasir Baalghayth al-Nashri | Barakat al-Harthi     |
| 2014        | Incheon     | Femi Ogunode             | Su Bingtian                | Kei Takase            |
| 2018        | Jakarta     | Su Bingtian              | Tosin Ogunode              | Ryōta Yamagata        |
| 2022        | Hangzhou    | Xie Zhenye               | Puripol Boonson            | Muhd Azeem Fahmi      |

### 200 m
| Asienspiele | Asienspiele | Gold                     | Silber                    | Bronze                |
| ----------- | ----------- | ------------------------ | ------------------------- | --------------------- |
| 1951        | Neu-Delhi   | Lavy Pinto               | Marian Gabriel            | Toshihiro Ohashi      |
| 1954        | Manila      | Muhammad Sharif Butt     | Muhammad Aslam            | Stephen Xavier        |
| 1958        | Tokio       | Milkha Singh             | Abdul Khaliq              | Enrique Bautista      |
| 1962        | Jakarta     | Jegathesan Manikavasagam | Hideo Iijima              | Mohammad Sarengat     |
| 1966        | Bangkok     | Jegathesan Manikavasagam | Ajmer Singh               | Tambusamy Krishnan    |
| 1970        | Bangkok     | Anat Ratanapol           | Masahide Jinno            | C. Kunalan            |
| 1974        | Teheran     | Anat Ratanapol           | Takao Ishizawa            | Nusrat Iqbal Sahi     |
| 1978        | Bangkok     | Ramaswamy Gnanasekaran   | Yasuhiro Harada           | Anat Ratanapol        |
| 1982        | Neu-Delhi   | Jang Jae-keun            | Toshio Toyota             | Rabuan Pit            |
| 1986        | Seoul       | Jang Jae-keun            | Li Feng                   | Masahiro Nagura       |
| 1990        | Peking      | Susumu Takano            | Sriyantha Dissanayake     | Zhao Cunlin           |
| 1994        | Hiroshima   | Talal Mansour            | Kōji Itō                  | Ibrahim Ismail Muftah |
| 1998        | Bangkok     | Kōji Itō                 | Han Chaoming              | Sugath Thilakaratne   |
| 2002        | Busan       | Shingo Suetsugu          | Gennadi Tschernowol       | Yang Yaozu            |
| 2006        | Doha        | Shingo Suetsugu          | Yang Yaozu                | Shinji Takahira       |
| 2010        | Guangzhou   | Femi Ogunode             | Kenji Fujimitsu           | Omar Jouma al-Salfa   |
| 2014        | Incheon     | Femi Ogunode             | Fahhad Mohammed al-Subaie | Yeo Ho-sua            |
| 2018        | Jakarta     | Yūki Koike               | Yang Chun-han             | Salem Eid Yaqoob      |
| 2022        | Hangzhou    | Koki Ueyama              | Abdullah Abkar Mohammed   | Yang Chun-han         |

### 400 m
| Asienspiele | Asienspiele | Gold                      | Silber                    | Bronze                |
| ----------- | ----------- | ------------------------- | ------------------------- | --------------------- |
| 1951        | Neu-Delhi   | Eitarō Okano              | Amit Singh Bakshi         | Govind Singh          |
| 1954        | Manila      | Kanji Akagi               | Joginder Singh Dhanaor    | Chen Ying-long        |
| 1958        | Tokio       | Milkha Singh              | Pablo Somblingo           | Abdul Rahim bin Ahmed |
| 1962        | Jakarta     | Milkha Singh              | Makhan Singh              | Kimitada Hayase       |
| 1966        | Bangkok     | Ajmer Singh               | Yoshinori Sakai           | Masami Yoshida        |
| 1970        | Bangkok     | Yoshiharu Tomonaga        | Wickremasinghe Wimaladasa | Sucha Singh           |
| 1974        | Teheran     | Wickremasinghe Wimaladasa | Reza Entezari             | Yoshiharu Tomonaga    |
| 1978        | Bangkok     | Abbas Laibi               | Uday Krishna Prabhu       | Murali Kuttan         |
| 1982        | Neu-Delhi   | Susumu Takano             | K. K. Premachandran       | Guo Shunqi            |
| 1986        | Seoul       | Susumu Takano             | Isidro del Prado          | Mohamed Amer al-Malky |
| 1990        | Peking      | Mohamed Amer al-Malky     | Ibrahim Ismail Muftah     | Koichi Konakatomi     |
| 1994        | Hiroshima   | Ibrahim Ismail Muftah     | Shon Ju-il                | Aktawat Sakoolchan    |
| 1998        | Bangkok     | Sugath Thilakaratne       | Ibrahim Ismail Muftah     | Paramjit Singh        |
| 2002        | Busan       | Fawzi al-Shammari         | Hamdan al-Bishi           | Rohan Pradeep Kumara  |
| 2006        | Doha        | Hamdan al-Bishi           | Brandon Simpson           | Fawzi al-Shammari     |
| 2010        | Guangzhou   | Femi Ogunode              | Yūzō Kanemaru             | Youssef Masrahi       |
| 2014        | Incheon     | Youssef Masrahi           | Abubakar Abbas            | Arokia Rajiv          |
| 2018        | Jakarta     | Abdalelah Haroun          | Muhammed Anas             | Ali Khamis Khamis     |
| 2022        | Hangzhou    | Youssef Masrahi           | Kentarō Satō              | Yusuf Ali Abbas       |

### 800 m
| Asienspiele | Asienspiele | Gold              | Silber                       | Bronze                   |
| ----------- | ----------- | ----------------- | ---------------------------- | ------------------------ |
| 1951        | Neu-Delhi   | Ranjit Singh      | Kulwant Singh                | Kikuo Moriya             |
| 1954        | Manila      | Yoshitaka Muroya  | Sohan Singh Dhanoa           | Michio Ueki              |
| 1958        | Tokio       | Yoshitaka Muroya  | Mahmoud Khaligh Razavi       | Sim Sang-ok              |
| 1962        | Jakarta     | Mamoru Morimoto   | Daljit Singh                 | Amrit Pal                |
| 1966        | Bangkok     | Bhogeswar Baruah  | Ramasamy Subramaniam         | Mamoru Morimoto          |
| 1970        | Bangkok     | Jimmy Crampton    | Sriram Singh                 | Yoshitake Tsuchiya       |
| 1974        | Teheran     | Sriram Singh      | Reza Entezari                | Muhammad Siddique        |
| 1978        | Bangkok     | Sriram Singh      | Falah Naji                   | Takashi Ishii            |
| 1982        | Neu-Delhi   | Charles Borromeo  | Kim Bok-joo                  | Falah Naji               |
| 1986        | Seoul       | Kim Bok-joo       | Ryu Tae-kyung                | Najem al-Sowailem        |
| 1990        | Peking      | Kim Bong-yoo      | Ryu Tae-kyung                | Nadir Kjan               |
| 1994        | Hiroshima   | Lee Jin-il        | Mu Weiguo                    | Kim Yong-hwan            |
| 1998        | Bangkok     | Lee Jin-il        | Kim Soon-hyung               | Abdul Rahman al-Abdullah |
| 2002        | Busan       | Rashid Mohamed    | K. M. Binu                   | Li Huiquan               |
| 2006        | Doha        | Yusuf Saad Kamel  | Mohammad al-Azemi            | Ehsan Mohajer Shojaei    |
| 2010        | Guangzhou   | Sajjad Moradi     | Adnan Taess Akkar            | Musaeb Abdulrahman Balla |
| 2014        | Incheon     | Adnan Taess Akkar | Teng Haining                 | Jamal Hairane            |
| 2018        | Jakarta     | Manjit Singh      | Jinson Johnson               | Abubaker Haydar Abdalla  |
| 2022        | Hangzhou    | Essa Ali Kzwani   | Mohammed Afsal Pulikkalakath | Husain Mohsin al-Farsi   |

### 1500 m
| Asienspiele | Asienspiele | Gold                   | Silber               | Bronze                |
| ----------- | ----------- | ---------------------- | -------------------- | --------------------- |
| 1951        | Neu-Delhi   | Nikka Singh            | Susumu Takahashi     | Kikuo Moriya          |
| 1954        | Manila      | Choi Yun-chil          | Yoshitaka Muroya     | Michio Ueki           |
| 1958        | Tokio       | Mahmoud Khaligh Razavi | Michio Okayama       | Sim Sang-ok           |
| 1962        | Jakarta     | Mohinder Singh         | Amrit Pal            | Satsuo Iwashita       |
| 1966        | Bangkok     | Keisuke Sawaki         | Ramasamy Subramaniam | Satsuo Iwashita       |
| 1970        | Bangkok     | Susumu Noro            | Muhammad Younis      | Jimmy Crampton        |
| 1974        | Teheran     | Muhammad Younis        | Susumu Noro          | Park Suk-kwan         |
| 1978        | Bangkok     | Takashi Ishii          | Muhammad Younis      | Ratan Singh Bhadauria |
| 1982        | Neu-Delhi   | Falah Naji             | Yutaka Hirai         | Suresh Yadav          |
| 1986        | Seoul       | Shuji Oshida           | Ryu Tae-kyung        | Mohamed Suleiman      |
| 1990        | Peking      | Mohamed Suleiman       | Kim Bong-yoo         | Mitsuhiro Okuyama     |
| 1994        | Hiroshima   | Mohamed Suleiman       | Mu Weiguo            | Mitsuhiro Okuyama     |
| 1998        | Bangkok     | Mohamed Suleiman       | Kim Soon-hyung       | Bahadur Prasad        |
| 2002        | Busan       | Rashid Ramzi           | Dou Zhaobo           | Li Huiquan            |
| 2006        | Doha        | Daham Najim Bashir     | Belal Mansoor Ali    | Rashid Ramzi          |
| 2010        | Guangzhou   | Sajjad Moradi          | Sajjad Moradi        | Belal Mansoor Ali     |
| 2014        | Incheon     | Mohamad al-Garni       | Rashid Ramzi         | Adnan Taess Akkar     |
| 2018        | Jakarta     | Jinson Johnson         | Amir Moradi          | Mohammed Tiouali      |
| 2022        | Hangzhou    | Mohamad al-Garni       | Ajay Kumar Saroj     | Jinson Johnson        |

### 5000 m
| Asienspiele | Asienspiele | Gold              | Silber                | Bronze                    |
| ----------- | ----------- | ----------------- | --------------------- | ------------------------- |
| 1951        | Neu-Delhi   | Ali Baghbanbashi  | Pritam Singh          | Soichi Tamoi              |
| 1954        | Manila      | Osamu Inoue       | Choi Yun-chil         | Dalu Ram                  |
| 1958        | Tokio       | Osamu Inoue       | Han Sung-chul         | Ali Baghbanbashi          |
| 1962        | Jakarta     | Mubarak Shah      | Saburo Yokomizo       | Tarlok Singh              |
| 1966        | Bangkok     | Keisuke Sawaki    | Kazuo Tsuchiya        | Lucien Rosa               |
| 1970        | Bangkok     | Lucien Rosa       | Edward Sequeira       | Yuval Wischnitzer         |
| 1974        | Teheran     | Shivnath Singh    | Yuval Wischnitzer     | Kenichi Ozawa             |
| 1978        | Bangkok     | Hari Chand        | Takao Nakamura        | Cui Yulin                 |
| 1982        | Neu-Delhi   | Masanari Shintaku | Zhang Guowei          | Raj Kumar                 |
| 1986        | Seoul       | Kim Jong-yoon     | Masanari Shintaku     | Yutaka Kanai              |
| 1990        | Peking      | Mohamed Suleiman  | Kōichi Morishita      | Zhang Guowei              |
| 1994        | Hiroshima   | Toshinari Takaoka | Ahmed Ibrahim Warsama | Sun Ripeng                |
| 1998        | Bangkok     | Mohamed Suleiman  | Ahmed Ibrahim Warsama | Baek Seung-do             |
| 2002        | Busan       | Mukhlid al-Otaibi | Abdelhak Zakaria      | Khamis Abdullah Saifeldin |
| 2006        | Doha        | James Kwalia      | Leonard Mucheru Maina | Sultan Khamis Zaman       |
| 2010        | Guangzhou   | Ali Hasan Mahboob | James Kwalia          | Felix Kibore              |
| 2014        | Incheon     | Mohamad al-Garni  | Alemu Bekele          | Albert Rop                |
| 2018        | Jakarta     | Birhanu Balew     | Albert Rop            | Tariq Ahmed al-Amri       |
| 2022        | Hangzhou    | Birhanu Balew     | Avinash Sable         | Dawit Fikadu              |

### 10.000 m
| Asienspiele | Asienspiele | Gold                 | Silber                | Bronze                  |
| ----------- | ----------- | -------------------- | --------------------- | ----------------------- |
| 1951        | Neu-Delhi   | Soichi Tamoi         | Ryōsuke Takasugi      | Gurbachan Singh         |
| 1954        | Manila      | Choi Chung-sik       | Jiro Yamauchi         | Pi Li-ming              |
| 1958        | Tokio       | Takashi Baba         | Mubarak Shah          | Ali Baghbanbashi        |
| 1962        | Jakarta     | Tarlok Singh         | Teruo Funai           | Gurnam Singh            |
| 1966        | Bangkok     | Kazuo Tsuchiya       | Sunao Shirai          | Lucien Rosa             |
| 1970        | Bangkok     | Lucien Rosa          | Kenichi Otsuki        | Park Bong-keun          |
| 1974        | Teheran     | Yasunori Hamada      | Shivnath Singh        | Makoto Hattori          |
| 1978        | Bangkok     | Hari Chand           | Robert                | Ko Ko                   |
| 1982        | Neu-Delhi   | Zhang Guowei         | Kenji Ide             | Park Won-keun           |
| 1986        | Seoul       | Masanari Shintaku    | Kim Jong-yoon         | Toshihiko Seko          |
| 1990        | Peking      | Kōichi Morishita     | Kim Jae-ryong         | Zhang Guowei            |
| 1994        | Hiroshima   | Toshinari Takaoka    | Jun Hiratsuka         | Alyan Sultan al-Qahtani |
| 1998        | Bangkok     | Mohamed Suleiman     | Kenji Takao           | Gulab Chand             |
| 2002        | Busan       | Mukhlid al-Otaibi    | Ahmed Ibrahim Warsama | Abdelhak Zakaria        |
| 2006        | Doha        | Ali Hasan Mahboob    | Essa Ismail Rashed    | Aadam Ismaeel Khamis    |
| 2010        | Guangzhou   | Bilisuma Shugi       | Essa Ismail Rashed    | Ali Hasan Mahboob       |
| 2014        | Incheon     | El Hassan el-Abbassi | Suguru Ōsako          | Isaac Korir             |
| 2018        | Jakarta     | Abraham Cheroben     | Zhao Changhong        | Kieran Tuntivate        |
| 2022        | Hangzhou    | Birhanu Balew        | Kartik Kumar          | Gulveer Singh           |

### Marathon
| Asienspiele | Asienspiele | Gold                 | Silber               | Bronze                   |
| ----------- | ----------- | -------------------- | -------------------- | ------------------------ |
| 1951        | Neu-Delhi   | Chhota Singh         | Katsuo Nishida       | Surat Singh Mathur       |
| 1958        | Tokio       | Lee Chang-hoon       | Myitung Naw          | Nobuyoshi Sadanaga       |
| 1962        | Jakarta     | Masayuki Nagata      | Muhammad Youssef     | Myitung Naw              |
| 1966        | Bangkok     | Kenji Kimihara       | Morio Shigematsu     | Lee Sang-hoon            |
| 1970        | Bangkok     | Kenji Kimihara       | Yoshiro Mifune       | Kang Myung-kwang         |
| 1978        | Bangkok     | Mineteru Sakamoto    | Choe Chang-sop       | Koh Chun-son             |
| 1982        | Neu-Delhi   | Kim Yang-kon         | Fumiaki Abe          | Hosur Kukkappa Seetarama |
| 1986        | Seoul       | Takeyuki Nakayama    | Hiromi Taniguchi     | Yoo Jae-sung             |
| 1990        | Peking      | Kim Won-tak          | Satoru Shimizu       | Choi Chol-ho             |
| 1994        | Hiroshima   | Hwang Young-cho      | Toshiyuki Hayata     | Kim Jae-ryong            |
| 1998        | Bangkok     | Lee Bong-ju          | Akira Manai          | Kim Jung-won             |
| 2002        | Busan       | Lee Bong-ju          | Kōji Shimizu         | Ryuji Takei              |
| 2006        | Doha        | Mubarak Hassan Shami | Khalid Kamal Yaseen  | Satoshi Ōsaki            |
| 2010        | Guangzhou   | Ji Young-jun         | Yukihiro Kitaoka     | Mubarak Hassan Shami     |
| 2014        | Incheon     | Ali Hasan Mahboob    | Kōhei Matsumura      | Yūki Kawauchi            |
| 2018        | Jakarta     | Hiroto Inoue         | El Hassan el-Abbassi | Duo Bujie                |
| 2022        | Hangzhou    | He Jie               | Han Il-ryong         | Yang Shaohui             |

### 110 m Hürden
| Asienspiele | Asienspiele | Gold                                    | Silber             | Bronze                  |
| ----------- | ----------- | --------------------------------------- | ------------------ | ----------------------- |
| 1951        | Neu-Delhi   | Ng Liang Chiang                         | Michitaka Kinami   | Lloyd Valberg           |
| 1954        | Manila      | Sarwan Singh                            | Yukiyoshi Kawata   | Takehiko Nakajima       |
| 1958        | Tokio       | Ghulam Raziq                            | Yang Chuan-kwang   | Hirokazu Yasuda         |
| 1962        | Jakarta     | Mohammad Sarengat                       | Ghulam Raziq       | Hirokazu Yasuda         |
| 1966        | Bangkok     | Ghulam Raziq                            | Yoshinobu Hamada   | Ishtiaq Mubarak         |
| 1970        | Bangkok     | Chikashi Watanabe                       | Roddy Lee          | Bancha Ramarat          |
| 1974        | Teheran     | Cui Lin                                 | Ishtiaq Mubarak    | Nasser Sultan           |
| 1978        | Bangkok     | Wang Xunhua                             | Yoshifumi Fujimori | Satbir Singh            |
| 1982        | Neu-Delhi   | Yoshifumi Fujimori                      | Zhang Shensheng    | Praveen Jolly           |
| 1986        | Seoul       | Yu Zhicheng                             | Lu Qianbin         | Kim Jin-tae             |
| 1990        | Peking      | Yu Zhicheng                             | Toshihiko Iwasaki  | Kimihiro Kaneko         |
| 1994        | Hiroshima   | Li Tong                                 | Chen Yanhao        | Nur Herman Majid        |
| 1998        | Bangkok     | Chen Yanhao                             | Andrei Skljarenko  | Hamad Mubarak al-Dosari |
| 2002        | Busan       | Liu Xiang                               | Satoru Tanigawa    | Park Tae-kyong          |
| 2006        | Doha        | Liu Xiang                               | Shi Dongpeng       | Masato Naito            |
| 2010        | Guangzhou   | Liu Xiang                               | Shi Dongpeng       | Park Tae-kyong          |
| 2014        | Incheon     | Xie Wenjun                              | Kim Byoung-jun     | Jamras Rittidet         |
| 2018        | Jakarta     | Xie Wenjun                              | Chen Kuei-ru       | Shunya Takayama         |
| 2022        | Hangzhou    | Shunya Takayama Yaqoub Mohamed al-Youha |                    | Xu Zhuoyi               |

### 400 m Hürden
| Asienspiele | Asienspiele | Gold                    | Silber             | Bronze            |
| ----------- | ----------- | ----------------------- | ------------------ | ----------------- |
| 1951        | Neu-Delhi   | Eitaro Okano            | Teja Singh         | Ng Liang Chiang   |
| 1954        | Manila      | Mirza Khan              | Chan Onn Leng      | Jaime Pimental    |
| 1958        | Tokio       | Tsai Cheng-fu           | Keiji Ogushi       | Yang Chuan-kwang  |
| 1962        | Jakarta     | Keiji Ogushi            | Keiki Iijima       | Karu Selvaratnam  |
| 1966        | Bangkok     | Kiyoo Yui               | Kazuhiko Itagaki   | Nathan Andyappan  |
| 1970        | Bangkok     | Yukitaka Shigeta        | Roddy Lee          | Norman Brinkworth |
| 1974        | Teheran     | Talib Faisal            | Abdul Latif Abbas  | Lehmber Singh     |
| 1978        | Bangkok     | Hassan Kadhim           | Takashi Nagao      | Talib Faisal      |
| 1982        | Neu-Delhi   | Takashi Nagao           | Shigenori Omori    | Ahmed Hamada      |
| 1986        | Seoul       | Ahmed Hamada            | Ryōichi Yoshida    | Jasem al-Dowaila  |
| 1990        | Peking      | Ghulam Abbas            | Hwang Hong-chul    | Gao Yonghong      |
| 1994        | Hiroshima   | Shunji Karube           | Yoshihiko Saitō    | Ali Ismail Doka   |
| 1998        | Bangkok     | Hideaki Kawamura        | Yoshihiko Saitō    | Chen Tien-wen     |
| 2002        | Busan       | Hadi Soua’an al-Somaily | Mubarak al-Nubi    | Dai Tamesue       |
| 2006        | Doha        | Kenji Narisako          | Meng Yan           | Naohiro Kawakita  |
| 2010        | Guangzhou   | Joseph Abraham          | Bandar Sharahili   | Naohiro Kawakita  |
| 2014        | Incheon     | Ali Khamis Khamis       | Takayuki Kishimoto | Cheng Wen         |
| 2018        | Jakarta     | Abderrahman Samba       | Ayyasamy Dharun    | Takatoshi Abe     |
| 2022        | Hangzhou    | Abderrahman Samba       | Bassem Hemeida     | Xie Zhiyu         |

### 3000 m Hindernis
| Asienspiele | Asienspiele | Gold                      | Silber                               | Bronze            |
| ----------- | ----------- | ------------------------- | ------------------------------------ | ----------------- |
| 1951        | Neu-Delhi   | Susumu Takahashi          | Ali Baghbanbashi                     | Ajit Singh        |
| 1954        | Manila      | Susumu Takahashi          | Yasumasa Shirasagi                   | Dalu Ram          |
| 1958        | Tokio       | Mubarak Shah              | Masayaki Nunogami                    | Susumu Takahashi  |
| 1962        | Jakarta     | Mubarak Shah              | Saburo Yokomizo                      | Zenji Okuzawa     |
| 1966        | Bangkok     | Taketsugu Saruwatari      | Ahmad Mirhosseini                    | Nobuyoshi Matsuda |
| 1970        | Bangkok     | Nobuyoshi Miura           | Susumu Noro                          | Gurmej Singh      |
| 1974        | Teheran     | Takaharu Koyama           | Gurmej Singh                         | Li Wenliang       |
| 1978        | Bangkok     | Masanari Shintaku         | Gopal Saini                          | Hitoshi Iwabuchi  |
| 1982        | Neu-Delhi   | Tadasu Kawano             | Gopal Saini                          | Hector Begeo      |
| 1986        | Seoul       | Shigeyuki Aikyo           | Cheng Shouguo                        | Hajime Nagasato   |
| 1990        | Peking      | Kazuhito Yamada           | Deena Ram                            | Niu Xinxiang      |
| 1994        | Hiroshima   | Sun Ripeng                | Saad Shaddad al-Asmari               | Yasunori Uchitomi |
| 1998        | Bangkok     | Yasunori Uchitomi         | Hamid Sajjadi                        | Jafar Babakhani   |
| 2002        | Busan       | Khamis Abdullah Saifeldin | Yoshitaka Iwamizu Abubaker Ali Kamal |                   |
| 2006        | Doha        | Tareq Mubarak Taher       | Gamal Belal Salem                    | Lin Xiangqian     |
| 2010        | Guangzhou   | Tareq Mubarak Taher       | Thamer Kamal Ali                     | Ali al-Amri       |
| 2014        | Incheon     | Abubaker Ali Kamal        | Tareq Mubarak Taher                  | Jun Shinoto       |
| 2018        | Jakarta     | Hossein Keyhani           | Yaser Salem Bagharab                 | Kazuya Shiojiri   |
| 2022        | Hangzhou    | Avinash Sable             | Ryōma Aoki                           | Seiya Sunada      |

### 4 × 100 m Staffel
| Asienspiele | Asienspiele | Gold                                                                                     | Silber                                                                           | Bronze                                                                            |
| ----------- | ----------- | ---------------------------------------------------------------------------------------- | -------------------------------------------------------------------------------- | --------------------------------------------------------------------------------- |
| 1951        | Neu-Delhi   | Japan Masaji Tajima Toshihiro Ohashi Tomio Hosoda Kazuta Ikoma                           | Indien Lavy Pinto Marian Gabriel Ram Swaroop Alfred Shamin                       | Philippinen Genaro Cabrera Tito Almagro Jovencio Ardina Bernabe Lovina            |
| 1954        | Manila      | Japan Masaji Tajima Yoshihiro Takatani Tomio Hosoda Akira Kiyofuji                       | Pakistan Abdul Khaliq Muhammad Sharif Butt Khwaja Muhammad Aslam Abdul Aziz      | Philippinen Genaro Cabrera Gaspar Azares Eusebio Ensong Pedro Subido              |
| 1958        | Tokio       | Philippinen Remegio Vista Isaac Gomez Pedro Subido Enrique Bautista                      | Japan Kyōhei Ushio Masaru Kamata Yoshiaki Hara Yasuhiro Yanagi                   | Pakistan Muhammad Sharif Butt Ghulam Raziq Muhammad Ramzan Ali Abdul Khaliq       |
| 1962        | Jakarta     | Philippinen Remegio Vista Isaac Gomez Claro Pellosis Rogelio Onofre                      | Japan Hideo Iijima Kiyoshi Asai Takeo Tamura Takayuki Okazaki                    | Malaysia Mani Jegathesan V. Vijiaratnam Shahrudin Mohamed Ali Thor Gim Soon       |
| 1966        | Bangkok     | Malaysia Thambu Krishnan Mohd Ariffin Ahmad Rajalingam Gunaratnam Mani Jegathesan        | Indonesien Soepardi Agus Sugiri Bambamg Wahjudi Jootje Pesak Oroh                | Philippinen Rogelio Onofre Remegio Vista Arnulfo Valles William Mordeno           |
| 1970        | Bangkok     | Thailand Anat Ratanapol Panus Ariyamongkol Kanoksak Chaisanont Somsak Thongsuk           | Japan Chiaki Miyakawa Masahide Jinno Kiyoshi Shimada Hiromitsu Inomata           | Indien O. L. Thomas Kenneth Powell A. P. Ramaswamy Ramesh Tawde                   |
| 1974        | Teheran     | Thailand Kanoksak Chaisanont Anat Ratanapol Somsak Boontud Suchart Jairsuraparp          | Volksrepublik China Cui Lin Feng Zhenren Yu Weili Luo Guoming                    | Singapur Ong Yoke Phee Tan Say Leong Yeo Kian Chai C. Kunalan                     |
| 1978        | Bangkok     | Thailand Anat Ratanapol Kanoksak Chaisanont Suchart Jairsuraparp Somsak Boontud          | Japan Akira Harada Yasuhiro Harada Susumu Shimizu Jun’ichi Usui                  | Volksrepublik China Yuan Guoqiang Zhao Jingyu Fan Xinwen Zou Zhenxian             |
| 1982        | Neu-Delhi   | Volksrepublik China Wang Shaoming He Baodong Yu Zhuanghui Yuan Guoqiang                  | Thailand Somsak Boontud Suchart Jairsuraparp Prasit Boonprasert Sumet Promna     | Japan Yoshihiro Shimizu Jun’ichi Usui Kazunori Asaba Toshio Toyota                |
| 1986        | Seoul       | Volksrepublik China Cai Jianming Li Feng Yu Zhuanghui Zheng Chen                         | Japan Hideyuki Arikawa Hirofumi Miyazaki Hirofumi Koike Hiroki Fuwa              | Südkorea Sung Nak-kun Jang Jae-keun Kim Jong-il Shim Duk-sup                      |
| 1990        | Peking      | Volksrepublik China Wu Jianhui Cai Jianming Zhao Cunlin Zheng Chen                       | Chinesisch Taipeh Lai Cheng-chuan Lin Ching-hsiung Cheng Hsin-fu Hsieh Tzong-tze | Japan Shinji Aoto Takayuki Nakamichi Susumu Takano Yuji Mochizuki                 |
| 1994        | Hiroshima   | Japan Tetsuya Nakamura Yoshitaka Itō Satoru Inoue Kōji Itō                               | Volksrepublik China Ye Hu Chen Wenzhong Huang Danwei Huang Geng                  | Katar Sayed Mubarak al-Kuwari Masoud Khamis Rahman Sultan al-Sheib Talal Mansour  |
| 1998        | Bangkok     | Japan Yasukatsu Otsuki Shin Kubota Hiroyasu Tsuchie Kōji Itō                             | Thailand Niti Piyapan Vissanu Sophanich Worasit Vechaphut Reanchai Seeharwong    | Oman Ahmed al-Moamari Mohamed al-Houti Hamoud al-Dalhami Jahad al-Sheikh          |
| 2002        | Busan       | Thailand Reanchai Seeharwong Vissanu Sophanich Ekkachai Janthana Sittichai Suwonprateep  | Japan Hisashi Miyazaki Shingo Suetsugu Hiroyasu Tsuchie Nobuharu Asahara         | Volksrepublik China Shen Yunbao Chen Haijian Yin Hanzhao Han Chaoming             |
| 2006        | Doha        | Thailand Seksan Wongsala Wachara Sondee Ekkachai Janthana Sittichai Suwonprateep         | Japan Naoki Tsukahara Shingo Suetsugu Yusuke Omae Shinji Takahira                | Volksrepublik China Wen Yongyi Pang Guibin Yang Yaozu Hu Kai                      |
| 2010        | Guangzhou   | Volksrepublik China Lu Bin Liang Jiahong Su Bingtian Lao Yi                              | Chinesisch Taipeh Wang Wen-tang Liu Yuan-kai Tsai Meng-lin Yi Wei-chen           | Thailand Poommanus Jankem Wachara Sondee Jirapong Meenapra Sittichai Suwonprateep |
| 2014        | Incheon     | Volksrepublik China Chen Shiwei Xie Zhenye Su Bingtian Zhang Peimeng Yang Yang Mo Youxue | Japan Ryōta Yamagata Shōta Iizuka Shinji Takahira Kei Takase Shōta Hara          | Hongkong Tang Yik Chun So Chun Hong Ng Ka Fung Tsui Chi Ho Lai Chun Ho            |
| 2018        | Jakarta     | Japan Ryōta Yamagata Shūhei Tada Yoshihide Kiryū Asuka Cambridge                         | Indonesien Mohd Fadlin Lalu Muhammad Zohri Eko Rimbawan Bayu Kertanegara         | Volksrepublik China Xu Haiyang Mi Hong Su Bingtian Xu Zhouzheng                   |
| 2022        | Hangzhou    | Volksrepublik China Chen Guanfeng Xie Zhenye Yan Haibin Chen Jiapeng                     | Japan Yoshihide Kiryū Yūki Koike Koki Ueyama Shōtō Uno                           | Südkorea Lee Jung-tae Kim Kuk-young Lee Jae-seong Ko Seung-hwan Park Won-jin      |

### 4 × 400 m Staffel
| Asienspiele | Asienspiele | Gold | Silber | Bronze |
| ----------- | ----------- | --- | --- | --- |
| 1951        | Neu-Delhi   | Indien Amit Singh Bakshi Govind Singh Balwant Singh Karan Singh                                                   | Japan Yorio Mizuyoke Ichiro Tao Fumio Nishiuchi Eitaro Okano                                                              | Philippinen Bienvenido Llaneta Bernabe Lovina Tomas Bennet Genaro Cabrera                                           |
| 1954        | Manila      | Japan Akira Matsui Yoshitaka Muroya Nobuaki Matsuno Kanji Akagi                                                   | Indien Joginder Singh Dhanaor Ivan Jacob Harjeet Singh J. B. Joseph                                                       | Philippinen Pablo Somblingo Cipriano Niera Mauricio Paubaya Ernesto Rodriguez                                       |
| 1958        | Tokio       | Japan Kanji Akagi Keiji Ogushi Takejiro Hayashi Yoshitaka Muroya                                                  | Taiwan Tsai Cheng-fu Chen Huey-kuen Chen Lo-chen Chen Ying-lang                                                           | Philippinen Erasma Arellano Aparicio Mequi Antonio Suplido Pablo Somblingo                                          |
| 1962        | Jakarta     | Indien Daljit Singh Jagdish Singh Makhan Singh Milkha Singh                                                       | Malaysia Mani Jegathesan Karu Selvaratnam Abdul Rahim Ahmad Victor Asirvatham                                             | Japan Kimitada Hayase Keiji Ogushi Mamoru Morimoto Keiki Iijima                                                     |
| 1966        | Bangkok     | Japan Toru Honda Masami Yoshida Yoshinori Sakai Kiyoo Yui                                                         | Malaysia Victor Asirvatham Rengan Pakkri Nathan Andyappan Thambu Krishnan                                                 | Singapur Bava Natahar Ho Mun Cheong Gunasena Migale C. Kunalan                                                      |
| 1970        | Bangkok     | Japan Horishi Waku Kiyoshi Shimada Yoshiharu Tomonaga                                                             | Indien Bhogeswar Baruah P. C. Punappa Sucha Singh Ajmer Singh                                                             | Malaysia Victor Asirvatham Hassan Osman Thambu Krishnan Jayabalan Karuppiah                                         |
| 1974        | Teheran     | Sri Lanka Wickremasinghe Wimaladasa Sunil Gunawardene Kosala Sahabandu Appunidage Premachandra                    | Indien Lehmber Singh Sriram Singh Sucha Singh P. C. Punappa                                                               | Iran Fakhroddin Alamshah Reza Entezari Houshang Arshadi Ghasem Koveitipour                                          |
| 1978        | Bangkok     | Japan Eiji Natori Yasuhiro Harada Jun’ichi Usui Takashi Nagao                                                     | Indien Murali Kuttan Harkamaljit Singh Uday Krishna Prabhu Sriram Singh                                                   | Irak Talib Faisal Abbas Laibi Hassan Kadhim Fahim Abdul al-Sada                                                     |
| 1982        | Neu-Delhi   | Japan Kazunori Asaba Shigenori Omori Hiromi Kawasumi Jun’ichi Usui                                                | Irak Hussein Ali Abbas Laibi Hussein Ali Lafta Aouf Abdul Rahman Youssef                                                  | Volksrepublik China Yuan Guoqiang He Baodong Tan Honghai Guo Shunqi                                                 |
| 1986        | Seoul       | Japan Koichi Konakatomi Kenji Yamauchi Hiromi Kawasumi Susumu Takano                                              | Irak Aouf Abdul Rahman Youssef Ziad Ali Abbas Ali Fahim Abdul al-Sada                                                     | Philippinen Romeo Gido Honesto Larce Leopoldo Arnillo Isidro del Prado                                              |
| 1990        | Peking      | Japan Koichi Konakatomi Katsuyoshi Iwasa Yoji Mochizuki Takahiro Watanabe                                         | Katar Sami al-Abdullah Nasser Ahmed Ibrahim Ismail Muftah Ismail Mohamed Youssef                                          | Volksrepublik China Liang Bohua Tan Guoheng Chen Jingzhong Yu Baoyi                                                 |
| 1994        | Hiroshima   | Südkorea Lee Yun-hak Shon Ju-il Lee Jin-il Kim Soon-hyung                                                         | Thailand Yuthana Thonglek Chanon Keanchan Sarapong Kumsup Aktawat Sakoolchan                                              | Katar Hamad Mubarak al-Dosari Fareh Ibrahim Ali Ali Ismail Doka Ibrahim Ismail Muftah                               |
| 1998        | Bangkok     | Japan Jun Osakada Kenji Tabata Masayoshi Kan Shunji Karube                                                        | Indien Lijo David Thottan Purukottam Ramachandran Paramjit Singh Jata Shankar                                             | Südkorea Kim Jae-da Kim Yong-hwan Kim Ho Shon Ju-il                                                                 |
| 2002        | Busan       | Saudi-Arabien Hamed Hamadan al-Bishi Hadi Soua’an al-Somaily Mohammed al-Salhi Hamdan al-Bishi Ibrahim al-Hamaidi | Indien Purukottam Ramachandran Manoj Lal Satvir Singh Bhupinder Singh                                                     | Sri Lanka Rohan Pradeep Kumara Ranga Wimalawansa Prasanna Amarasekara Sugath Thilakaratne                           |
| 2006        | Doha        | Saudi-Arabien Ismail al-Sabiani Hamed Hamadan al-Bishi Mohammed al-Salhi Hamdan al-Bishi                          | Indien Aboo Backer Joseph Abraham Bhupinder Singh K. M. Binu                                                              | Sri Lanka Rohan Pradeep Kumara Rohita Imiya Mudiyanselage Prasanna Amarasekara Ashoka Jayasundara                   |
| 2010        | Guangzhou   | Saudi-Arabien Ismail al-Sabiani Mohammed al-Salhi Hamed Hamadan al-Bishi Youssef Masrahi                          | Japan Yūsuke Ishitsuka Kenji Fujimitsu Hideyuki Hirose Yūzō Kanemaru                                                      | Volksrepublik China Lin Yang Deng Shijie Chang Pengben Liu Xiaosheng                                                |
| 2014        | Incheon     | Japan Yūzō Kanemaru Kenji Fujimitsu Shōta Iizuka Nobuya Katō Shinji Takahira                                      | Südkorea Park Se-jung Park Tae-geon Seong Hyeok-je Yeo Ho-sua Choi Dong-baek                                              | Saudi-Arabien Ismail al-Sabiani Ahmed al-Khayri Mohammed al-Bishi Youssef Masrahi                                   |
| 2018        | Jakarta     | Katar Abderrahman Samba Mohamed Nasir Abbas Mohamed El Nour Mohamed Abdalelah Haroun                              | Indien Kunhu Muhammed Ayyasamy Dharun Muhammed Anas Arokia Rajiv K. S. Jeevan Jithu Baby                                  | Japan Julian Walsh Yūki Koike Takatoshi Abe Shōta Iizuka Jun Kimura Shō Kawamoto                                    |
| 2022        | Hangzhou    | Indien Muhammed Anas Amoj Jacob Muhammed Ajmal Variyathodi Rajesh Ramesh Nihal William Mijo Chacko Kurian         | Katar Abderrahman Samba Ashraf Hussen Osman Ismail Doudai Abakar Bassem Hemeida Ammar Ismail Yahia Ibrahim Amar Ebed Ebed | Sri Lanka Aruna Dharshana Pabasara Niku Rajitha Neranjan Rajakaruna Kalinga Kumarage Dinuka Deshan Lakshan Kodikara |

### 20 km Gehen
| Asienspiele | Asienspiele | Gold            | Silber                | Bronze             |
| ----------- | ----------- | --------------- | --------------------- | ------------------ |
| 1978        | Bangkok     | Hakam Singh     | Subramaniam Vellasamy | Khoo Chong Beng    |
| 1982        | Neu-Delhi   | Siri Chand Ram  | Wang Chuntang         | Zhang Fuxin        |
| 1986        | Seoul       | Sun Xiaoguang   | Jiang Shaohong        | Siri Chand Ram     |
| 1990        | Peking      | Mao Xinyuan     | Hirofumi Sakai        | Li Mingcai         |
| 1994        | Hiroshima   | Chen Shaoguo    | Bu Lingtang           | Waleri Borissow    |
| 1998        | Bangkok     | Yu Guohui       | Waleri Borissow       | Li Zewen           |
| 2002        | Busan       | Waleri Borissow | Yu Chaohong           | Satoshi Yanagisawa |
| 2006        | Doha        | Han Yucheng     | Kim Hyun-sub          | Koichiro Morioka   |
| 2010        | Guangzhou   | Wang Hao        | Chu Yafei             | Kim Hyun-sub       |
| 2014        | Incheon     | Wang Zhen       | Yūsuke Suzuki         | Kim Hyun-sub       |
| 2018        | Jakarta     | Wang Kaihua     | Toshikazu Yamanishi   | Jin Xiangqian      |
| 2022        | Hangzhou    | Zhang Jun       | Wang Zhaozhao         | Yūtarō Murayama    |

### Hochsprung
| Asienspiele | Asienspiele | Gold                        | Silber                            | Bronze                                                   |
| ----------- | ----------- | --------------------------- | --------------------------------- | -------------------------------------------------------- |
| 1951        | Neu-Delhi   | Andrés Franco               | Yukio Ishikawa                    | Maram Sudarmodjo                                         |
| 1954        | Manila      | Ajit Singh Balla            | Yukio Ishikawa                    | Andrés Franco                                            |
| 1958        | Tokio       | Nagalingam Ethirveerasingam | Noboru Kasamatsu                  | Yukio Ishikawa                                           |
| 1962        | Jakarta     | Kuniyoshi Sugioka           | Nagalingam Ethirveerasingam       | Ciriaco Baronda                                          |
| 1966        | Bangkok     | Bhim Singh                  | Osamu Shimizu                     | Teymour Ghiasi                                           |
| 1970        | Bangkok     | Teymour Ghiasi              | Hidehiko Tomizawa                 | Bhim Singh                                               |
| 1974        | Teheran     | Teymour Ghiasi              | Ni Zhiqin                         | Yoshikazu Okuda                                          |
| 1978        | Bangkok     | Takao Sakamoto              | Kazunori Koshikawa                | Cui Hongjun                                              |
| 1982        | Neu-Delhi   | Zhu Jianhua                 | Cai Shu                           | Takao Sakamoto                                           |
| 1986        | Seoul       | Zhu Jianhua                 | Liu Yunpeng                       | Shuji Ujino                                              |
| 1990        | Peking      | Zhou Zhongge                | Liu Yunpeng                       | Takahisa Yoshida Abdullah Mohamed al-Sheib Cho Hyun-wook |
| 1994        | Hiroshima   | Takahisa Yoshida            | Lee Jin-taek                      | Xu Yang                                                  |
| 1998        | Bangkok     | Lee Jin-taek                | Zhou Zhongge                      | Shigeki Toyoshima Loo Kum Zee                            |
| 2002        | Busan       | Lee Jin-taek                | Cui Kai Wang Zhouzhou Kim Tae-hoi |                                                          |
| 2006        | Doha        | Jean-Claude Rabbath         | Sergei Sassimowitsch              | Naoyuki Daigo                                            |
| 2010        | Guangzhou   | Mutaz Essa Barshim          | Hiromi Takahari                   | Huang Haiqiang Witali Zykunow Rashid al-Mannai           |
| 2014        | Incheon     | Mutaz Essa Barshim          | Zhang Guowei                      | Muamer Aissa Barsham                                     |
| 2018        | Jakarta     | Wang Yu                     | Woo Sang-hyeok                    | Naoto Tobe Majd Eddin Ghazal                             |
| 2022        | Hangzhou    | Mutaz Essa Barshim          | Woo Sang-hyeok                    | Tomohiro Shinno                                          |

### Stabhochsprung
| Asienspiele | Asienspiele | Gold               | Silber                      | Bronze                          |
| ----------- | ----------- | ------------------ | --------------------------- | ------------------------------- |
| 1951        | Neu-Delhi   | Bunkichi Sawada    | M. A. Akbar                 | Shūhei Nishida                  |
| 1954        | Manila      | Bunkichi Sawada    | Toyokichi Matsumoto         | Lai Yu-tao                      |
| 1958        | Tokio       | Noriaki Yasuda     | Kozo Akasaka                | Allah Ditta                     |
| 1962        | Jakarta     | Hisao Morita       | Kuniaki Yamazaki            | Allah Ditta                     |
| 1966        | Bangkok     | Tetsuo Hirota      | Yoshizo Uryu                | Hong Sang-pyo                   |
| 1970        | Bangkok     | Kyoichiro Inoue    | Masanori Araya              | Hong Sang-pyo                   |
| 1974        | Teheran     | Yasuhiro Kigawa    | Cai Zhangxi                 | Jiang Yubin                     |
| 1978        | Bangkok     | Tomomi Takahashi   | Chen Guanghui               | Yasuhiro Kigawa                 |
| 1982        | Neu-Delhi   | Tomomi Takahashi   | Teruhisa Kamiya             | Zhang Cheng                     |
| 1986        | Seoul       | Ji Zebiao          | Liang Xueren                | Lee Jae-bok                     |
| 1990        | Peking      | Liang Xueren       | Ge Yun                      | Kim Chul-kyun                   |
| 1994        | Hiroshima   | Igor Potapowitsch  | Grigori Jegorow             | Teruyasu Yonekura Kim Chul-kyun |
| 1998        | Bangkok     | Igor Potapowitsch  | Kim Chul-kyun               | Fumiaki Kobayashi               |
| 2002        | Busan       | Grigori Jegorow    | Satoru Yasuda               | Fumiaki Kobayashi               |
| 2006        | Doha        | Daichi Sawano      | Leonid Andreyev             | Yang Yansheng                   |
| 2010        | Guangzhou   | Yang Yansheng      | Kim Yoo-suk Leonid Andreyev |                                 |
| 2014        | Incheon     | Xue Changrui       | Daichi Sawano               | Jin Min-sub                     |
| 2018        | Jakarta     | Seito Yamamoto     | Yao Jie                     | Patsapong Amsam-ang             |
| 2022        | Hangzhou    | Ernest John Obiena | Huang Bokai                 | Hussain Al Hizam                |

### Weitsprung
| Asienspiele | Asienspiele | Gold             | Silber             | Bronze                |
| ----------- | ----------- | ---------------- | ------------------ | --------------------- |
| 1951        | Neu-Delhi   | Masaji Tajima    | Baldev Singh       | Takashi Aso           |
| 1954        | Manila      | Noriaki Sagawa   | Yoshiro Sonoda     | Lin Te-sheng          |
| 1958        | Tokio       | Suh Yong-joo     | Yang Chuan-kwang   | Muhammad Ramzan Ali   |
| 1962        | Jakarta     | Takayuki Okazaki | Kaihei Oda         | Awang Papilaya        |
| 1966        | Bangkok     | Hiroomi Yamada   | Takayuki Okazaki   | Su Wen-ho             |
| 1970        | Bangkok     | Shinji Ogura     | Hiroomi Yamada     | Labh Singh            |
| 1974        | Teheran     | T. C. Yohannan   | Takayoshi Kawagoe  | Satish Pillai         |
| 1978        | Bangkok     | Suresh Babu      | Jun’ichi Usui      | Toshihisa Yoshimoto   |
| 1982        | Neu-Delhi   | Kim Jong-il      | Liu Yuhuang        | Jun’ichi Usui         |
| 1986        | Seoul       | Kim Jong-il      | Jun’ichi Usui      | Chen Zunrong          |
| 1990        | Peking      | Chen Zunrong     | Huang Geng         | Lai Cheng-chuan       |
| 1994        | Hiroshima   | Huang Geng       | Huang Baoting      | Konstantin Sarnatskiy |
| 1998        | Bangkok     | Masaki Morinaga  | Liu Hongning       | Abdulrahman al-Nubi   |
| 2002        | Busan       | Hussein al-Sabee | Li Dalong          | al-Waleed Abdulla     |
| 2006        | Doha        | Hussein al-Sabee | Saleh al-Haddad    | Ahmed Fayez Marzouk   |
| 2010        | Guangzhou   | Kim Deok-hyeon   | Su Xiongfeng       | Hussein al-Sabee      |
| 2014        | Incheon     | Li Jinzhe        | Kim Deok-hyeon     | Gao Xinglong          |
| 2018        | Jakarta     | Wang Jianan      | Zhang Yaoguang     | Sapwaturrahman        |
| 2022        | Hangzhou    | Wang Jianan      | Murali Sreeshankar | Shi Yuhao             |

### Dreisprung
| Asienspiele | Asienspiele | Gold                | Silber              | Bronze                  |
| ----------- | ----------- | ------------------- | ------------------- | ----------------------- |
| 1951        | Neu-Delhi   | Yoshio Iimuro       | Takashi Aso         | Hendarsin               |
| 1954        | Manila      | Noriaki Sagawa      | Yoshio Iimuro       | Choi Yong-kee           |
| 1958        | Tokio       | Mohinder Singh      | Kōji Sakurai        | Tomio Ōta               |
| 1962        | Jakarta     | Kōji Sakurai        | Tomio Ōta           | Awang Papilaya          |
| 1966        | Bangkok     | Kōsei Gushiken      | Satoshi Shimo       | Labh Singh              |
| 1970        | Bangkok     | Mohinder Singh Gill | Labh Singh          | Tsai Teng-long          |
| 1974        | Teheran     | Toshiaki Inoue      | Mohinder Singh Gill | Faramarz Assef          |
| 1978        | Bangkok     | Masami Nakanishi    | Zou Zhenxian        | Zhou Jianguo            |
| 1982        | Neu-Delhi   | Zou Zhenxian        | Yasushi Ueta        | Sammudi Balasubramaniam |
| 1986        | Seoul       | Norifumi Yamashita  | Park Young-jun      | Zou Zhenxian            |
| 1990        | Peking      | Chen Yanping        | Zou Sixin           | Ryu Jae-kyun            |
| 1994        | Hiroshima   | Oleg Sakirkin       | Takashi Komatsu     | Sergei Arsamassow       |
| 1998        | Bangkok     | Sergei Arsamassow   | Duan Qifeng         | Nattaporn Namkanha      |
| 2002        | Busan       | Salem al-Ahmadi     | Lao Jianfeng        | Takashi Komatsu         |
| 2006        | Doha        | Li Yanxi            | Roman Walijew       | Kim Deok-hyeon          |
| 2010        | Guangzhou   | Li Yanxi            | Jewgeni Ektow       | Cao Shuo                |
| 2014        | Incheon     | Cao Shuo            | Dong Bin            | Kim Deok-hyeon          |
| 2018        | Jakarta     | Arpinder Singh      | Ruslan Qurbonov     | Cao Shuo                |
| 2022        | Hangzhou    | Zhu Yaming          | Fang Yaoqing        | Praveen Chithravel      |

### Kugelstoßen
| Asienspiele | Asienspiele | Gold                  | Silber                   | Bronze             |
| ----------- | ----------- | --------------------- | ------------------------ | ------------------ |
| 1951        | Neu-Delhi   | Madan Lal             | Sukeo Denda              | Norimi Satō        |
| 1954        | Manila      | Parduman Singh Brar   | Yoshio Kojima            | Ishar Singh        |
| 1958        | Tokio       | Parduman Singh Brar   | Hitoshi Gotō             | Uri Zohar          |
| 1962        | Jakarta     | Teruo Itokawa         | Dinshaw Irani            | Joginder Singh     |
| 1966        | Bangkok     | Joginder Singh        | Yoshihisa Ishida         | Jalal Keshmiri     |
| 1970        | Bangkok     | Joginder Singh        | Jalal Keshmiri           | Masazumi Aoki      |
| 1974        | Teheran     | Jalal Keshmiri        | Bahadur Singh Chouhan    | Jugraj Singh       |
| 1978        | Bangkok     | Bahadur Singh Chouhan | Zhao Baoqin              | Mohamed al-Zinkawi |
| 1982        | Neu-Delhi   | Bahadur Singh Chouhan | Mohamed al-Zinkawi       | Balwinder Singh    |
| 1986        | Seoul       | Ma Yongfeng           | Gong Yitian              | Yoshihisa Urita    |
| 1990        | Peking      | Cheng Shaobo          | Ma Yongfeng              | S. D. Eashan       |
| 1994        | Hiroshima   | Liu Hao               | Sergei Rubzow            | Xie Shengying      |
| 1998        | Bangkok     | Liu Hao               | Shakti Singh             | Sergei Rubzow      |
| 2002        | Busan       | Bahadur Singh Sagoo   | Bilal Saad Mubarak       | Shakti Singh       |
| 2006        | Doha        | Sultan al-Habashi     | Khalid Habash al-Suwaidi | Chang Ming-huang   |
| 2010        | Guangzhou   | Sultan al-Habashi     | Zhang Jun                | Chang Ming-huang   |
| 2014        | Incheon     | Sultan al-Habashi     | Chang Ming-huang         | Inderjeet Singh    |
| 2018        | Jakarta     | Tejinder Pal Singh    | Liu Yang                 | Iwan Iwanow        |
| 2022        | Hangzhou    | Tejinder Pal Singh    | Mohammed Tolo            | Liu Yang           |

### Diskuswurf
| Asienspiele | Asienspiele | Gold                | Silber                 | Bronze                    |
| ----------- | ----------- | ------------------- | ---------------------- | ------------------------- |
| 1951        | Neu-Delhi   | Makhan Singh        | Norimi Satō            | Aurelio Amante            |
| 1954        | Manila      | Parduman Singh Brar | Chi Pei-lin            | Liu Ching                 |
| 1958        | Tokio       | Balkar Singh        | Muhammad Ayub          | Parduman Singh Brar       |
| 1962        | Jakarta     | Shozo Yanagawa      | Parduman Singh Brar    | Shōhei Kaneko             |
| 1966        | Bangkok     | Praveen Kumar       | Jalal Keshmiri         | Balkar Singh              |
| 1970        | Bangkok     | Praveen Kumar       | Jalal Keshmiri         | Toji Hayashi              |
| 1974        | Teheran     | Jalal Keshmiri      | Praveen Kumar          | Salman Hesam              |
| 1978        | Bangkok     | Li Weinan           | Li Jianguo             | Kiyotaka Kawasaki         |
| 1982        | Neu-Delhi   | Li Weinan           | Kuldip Singh           | Li Zheng                  |
| 1986        | Seoul       | Li Weinan           | Yuko Maeda             | Manjit Singh              |
| 1990        | Peking      | Zhang Jinglong      | Wang Daoming           | Mansour Ghorbani          |
| 1994        | Hiroshima   | Zhang Cunbiao       | Ma Wei                 | Vadim Popov               |
| 1998        | Bangkok     | Li Shaojie          | Anil Kumar             | Zhang Cunbiao             |
| 2002        | Busan       | Wu Tao              | Abbas Samimi           | Anil Kumar                |
| 2006        | Doha        | Ehsan Hadadi        | Rashid Shafi al-Dosari | Sultan Mubarak al-Dawoodi |
| 2010        | Guangzhou   | Ehsan Hadadi        | Mohammad Samimi        | Vikas Gowda               |
| 2014        | Incheon     | Ehsan Hadadi        | Vikas Gowda            | Ahmed Mohamed Dheeb       |
| 2018        | Jakarta     | Ehsan Hadadi        | Mustafa al-Saamah      | Essa Mohamed al-Zenkawi   |
| 2022        | Hangzhou    | Hossein Rasouli     | Ehsan Hadadi           | Abuduaini Tuergong        |

### Hammerwurf
| Asienspiele | Asienspiele | Gold                  | Silber                 | Bronze          |
| ----------- | ----------- | --------------------- | ---------------------- | --------------- |
| 1951        | Neu-Delhi   | Fumio Kamamoto        | Somnath Chopra         | Kishen Singh    |
| 1954        | Manila      | Yoshio Kojima         | Muhammad Iqbal         | Song Kyo-sik    |
| 1958        | Tokio       | Muhammad Iqbal        | Masaru Urushibata      | Malik Noor      |
| 1962        | Jakarta     | Noboru Okamoto        | Takeo Sugawara         | Muhammad Iqbal  |
| 1966        | Bangkok     | Takeo Sugawara        | Shigenobu Murofushi    | Praveen Kumar   |
| 1970        | Bangkok     | Shigenobu Murofushi   | Yoshihisa Ishida       | Yusaf Malik     |
| 1974        | Teheran     | Shigenobu Murofushi   | Nirmal Singh Grewal    | Kim Myong-geun  |
| 1978        | Bangkok     | Shigenobu Murofushi   | Yoji Kitano            | Ji Shaoming     |
| 1982        | Neu-Delhi   | Shigenobu Murofushi   | Masayuki Kawata        | Xie Yingqi      |
| 1986        | Seoul       | Shigenobu Murofushi   | Luo Jun                | Lü Dongping     |
| 1990        | Peking      | Bi Zhong              | Yu Guangming           | Akiyoshi Ikeda  |
| 1994        | Hiroshima   | Bi Zhong              | Kōji Murofushi         | Aqarab Abbas    |
| 1998        | Bangkok     | Kōji Murofushi        | Andrey Abduvaliyev     | Nikolai Dawydow |
| 2002        | Busan       | Kōji Murofushi        | Hiroaki Doi            | Ye Kuigang      |
| 2006        | Doha        | Dilschod Nasarow      | Ali Mohamed al-Zankawi | Hiroaki Doi     |
| 2010        | Guangzhou   | Dilschod Nasarow      | Kaveh Mousavi          | Hiroaki Doi     |
| 2014        | Incheon     | Dilschod Nasarow      | Wang Shizhu            | Wan Yong        |
| 2018        | Jakarta     | Ashraf Amgad el-Seify | Dilschod Nasarow       | Suhrob Xoʻjayev |
| 2022        | Hangzhou    | Wang Qi               | Ashraf Amgad el-Seify  | Suhrob Xoʻjayev |

### Speerwurf
| Asienspiele | Asienspiele | Gold                 | Silber             | Bronze               |
| ----------- | ----------- | -------------------- | ------------------ | -------------------- |
| 1951        | Neu-Delhi   | Haruo Nagayasu       | Parsa Singh        | Matulessy            |
| 1954        | Manila      | Muhammad Nawaz       | Jalal Khan         | Haruo Nagayasu       |
| 1958        | Tokio       | Muhammad Nawaz       | Jalal Khan         | Baruch Feinberg      |
| 1962        | Jakarta     | Takashi Miki         | Muhammad Nawaz     | Hideta Kanai         |
| 1966        | Bangkok     | Nashatar Singh Sidhu | Takeshi Ikeda      | Yumio Miyoshi        |
| 1970        | Bangkok     | Hisao Yamamoto       | Park Soo-kwon      | Nashatar Singh Sidhu |
| 1974        | Teheran     | Toshihiro Yamada     | Minoru Onda        | Zhang Bao            |
| 1978        | Bangkok     | Shen Maomao          | Toshihiko Takeda   | Ding Penglin         |
| 1982        | Neu-Delhi   | Toshihiko Takeda     | Yang Eun-myung     | Gurtej Singh         |
| 1986        | Seoul       | Kazuhiro Mizoguchi   | Kim Jae-sang       | Park Jong-sam        |
| 1990        | Peking      | Masami Yoshida       | Kim Ki-hoon        | Kazuhiro Mizoguchi   |
| 1994        | Hiroshima   | Zhang Lianbiao       | Vladimir Parfyonov | Viktor Zaysev        |
| 1998        | Bangkok     | Sergey Voynov        | Zhang Lianbiao     | Li Rongxiang         |
| 2002        | Busan       | Li Rongxiang         | Yukifumi Murakami  | Sergey Voynov        |
| 2006        | Doha        | Park Jae-myong       | Yukifumi Murakami  | Li Rongxiang         |
| 2010        | Guangzhou   | Yukifumi Murakami    | Park Jae-myong     | Rinat Tarzumanov     |
| 2014        | Incheon     | Zhao Qinggang        | Ryōhei Arai        | Ivan Zaysev          |
| 2018        | Jakarta     | Neeraj Chopra        | Liu Qizhen         | Arshad Nadeem        |
| 2022        | Hangzhou    | Neeraj Chopra        | Kishore Jena       | Genki Dean           |

### Zehnkampf
| Asienspiele | Asienspiele | Gold                     | Silber             | Bronze                |
| ----------- | ----------- | ------------------------ | ------------------ | --------------------- |
| 1951        | Neu-Delhi   | Fumio Nishiuchi          | Bunkichi Sawada    | Khurshid Ahmed        |
| 1954        | Manila      | Yang Chuan-kwang         | Fumio Nishiuchi    | Ronnie O’Brien        |
| 1958        | Tokio       | Yang Chuan-kwang         | Kiyoshi Katsuki    | Shōsuke Suzuki        |
| 1962        | Jakarta     | Gurbachan Singh Randhawa | Shōsuke Suzuki     | Cyril Perera          |
| 1966        | Bangkok     | Wu Ah-min                | Yukio Nogami       | Hiroomi Yamada        |
| 1970        | Bangkok     | Junichi Onizuka          | M. G. Shetty       | Wang Ying-shih        |
| 1974        | Teheran     | Vijay Singh Chauhan      | Junichi Onizuka    | Suresh Babu           |
| 1978        | Bangkok     | Hisashi Iwai             | Prapant Srisathorn | Jin Xuewei            |
| 1982        | Neu-Delhi   | Weng Kangqiang           | Zhai Yingjian      | Mohamed Mansour Salah |
| 1986        | Seoul       | Chen Zebin               | Takeshi Kojo       | Park Young-jun        |
| 1990        | Peking      | Munehiro Kaneko          | Guu Jin-shoei      | Gong Guohua           |
| 1994        | Hiroshima   | Ramil Gʻaniyev           | Oleg Veretelnikov  | Tomokazu Sugama       |
| 1998        | Bangkok     | Oleg Veretelnikov        | Ramil Gʻaniyev     | Toru Yasui            |
| 2002        | Busan       | Qi Haifeng               | Dmitri Karpow      | Ahmad Hassan Moussa   |
| 2006        | Doha        | Dmitri Karpow            | Leonid Andreyev    | Kim Kun-woo           |
| 2010        | Guangzhou   | Dmitri Karpow            | Kim Kun-woo        | Vũ Văn Huyện          |
| 2014        | Incheon     | Keisuke Ushiro           | Leonid Andreyev    | Akihiko Nakamura      |
| 2018        | Jakarta     | Keisuke Ushiro           | Suttisak Singkhon  | Akihiko Nakamura      |
| 2022        | Hangzhou    | Sun Qihao                | Tejaswin Shankar   | Yuma Maruyama         |

## Nicht mehr ausgetragene Bewerbe

### 10.000 m Bahngehen
Dieser Bewerb wurde bei den Asienspielen 1951 ausgetragen und anschließend ersatzlos gestrichen.
| Asienspiele | Asienspiele | Gold           | Silber     | Bronze      |
| ----------- | ----------- | -------------- | ---------- | ----------- |
| 1951        | Neu-Delhi   | Mahabir Prasad | Takeo Satō | Kesar Singh |

### 50 km Gehen
Dieser Bewerb wurde bei den Asienspielen 1951 und 1982, von 1990 bis 1998 sowie von 2010 bis 2018 ausgetragen und anschließend durch das olympische Teambewerb im Mixed-Gehen über 35 km ersetzt.
| Asienspiele | Asienspiele | Gold             | Silber           | Bronze           |
| ----------- | ----------- | ---------------- | ---------------- | ---------------- |
| 1951        | Neu-Delhi   | Bakhtawar Singh  | B. Das           | Takeo Satō       |
| 1982        | Neu-Delhi   | Wang Chuntang    | Qiu Shiyong      | Akira Fujisaki   |
| 1990        | Peking      | Zhou Zhaowen     | Zhai Wanbo       | Tadahiro Kosaka  |
| 1994        | Hiroshima   | Sergei Korepanow | Fumio Imamura    | Tadahiro Kosaka  |
| 1998        | Bangkok     | Wang Yinhang     | Sergei Korepanow | Fumio Imamura    |
| 2010        | Guangzhou   | Si Tianfeng      | Li Lei           | Kōichirō Morioka |
| 2014        | Incheon     | Takayuki Tanii   | Park Chil-sung   | Wang Zhendong    |
| 2018        | Jakarta     | Hayato Katsuki   | Wang Qin         | Joo Hyun-myeong  |